# Мюмлинг
Мюмлинг (нем. Mümling) — река в Германии, протекает по землям Гессен и Бавария. В Баварии Мюмлинг часто называют Мёмлингом (Mömling). Речной индекс 2474. Площадь бассейна реки составляет 378,85 км². Длина реки 49,15 км. Высота истока 400 м. Высота устья 117 м.
Система водного объекта: Майн → Рейн → Северное море.
Источник Мюмлинга находится в центе Берфельдена, в Гессене. В XIX веке на роднике был сооружён двенадцатитрубный фонтан. Долгое время служил одним из источников воды для города. Со временем фонтан стал символом Берфельдена . В конце XX века фонтан был существенно реконструирован.